# Soy Rebelde Tour
Soy Rebelde Tour es la sexta gira del grupo pop mexicano RBD. La gira marca el reencuentro del grupo quince años después de que finalizara su última gira de conciertos, Tour del Adiós, a finales de 2008. La reunión se anunció el 19 de enero de 2023 y es la primera gira del grupo como quinteto, puesto que Alfonso Herrera no hace parte del grupo.
La gira comenzó el 25 de agosto de 2023 en El Paso, Estados Unidos y concluyó el 21 de diciembre de 2023 en el Estadio Azteca de la Ciudad de México.
La gira se convirtió en la segunda gira más taquillera realizada por un artista latino de todos los tiempos con más de 200 millones de dólares en ingresos de taquilla. El 25 de diciembre de 2023, la banda lanzó el especial Por siempre RBD con algunas de las presentaciones de la gira a través de la plataforma Vix.

## Antecedentes
RBD es un grupo musical que apareció en la telenovela mexicana Rebelde (2004-06), siendo producido por Pedro Damián y Televisa, y transmitido por Canal de Las Estrellas. La telenovela fue protagonizada por los actores y cantantes mexicanos Maite Perroni, Dulce María, Anahí, Alfonso Herrera, Christopher von Uckermann, y Christian Chávez. El melodrama llegó a su fin en junio de 2006 luego de 3 temporadas, y el grupo continuó con sus actividades y en 4 años, lanzó seis álbumes de estudio: Rebelde (2004), Nuestro Amor (2005), Celestial (2006), Rebels (2006), Empezar Desde Cero (2007) y Para Olvidarte de Mí (2009), seis DVD: Tour Generación RBD En Vivo (2005), Live in Hollywood (2006), Live in Rio (2007), Hecho en España (2007), Live en Brasilia (2009) y Tournée do Adeus (2009) y cuatro giras mundiales. En 2007, el grupo protagonizó la serie RBD La Familia, una comedia de situación que muestra ficticiamente la vida cotidiana del grupo. El 21 de diciembre de 2008, la banda realizó el último show de su carrera en la ciudad de Madrid, España. El sexto álbum de estudio, Para Olvidarte de Mí (2009), marca el último lanzamiento inédito del sexteto, poniendo fin definitivamente a las actividades del grupo.
Entre 2004 y 2009, el grupo RBD vendió 15 millones de discos, 4 millones de entradas, recibió dos nominaciones al Latin Grammy, múltiples discos de oro, platino y diamante, convirtiéndose en uno de los actos pop más grandes en la historia de la música hispana contemporánea.
En diciembre de 2020, cuatro de sus cinco integrantes participaron en un concierto virtual titulado Ser O Parecer: The Global Virtual Union e interpretaron el tema inédito «Siempre He Estado Aquí». Dulce María y Alfonso Herrera no participaron en el proyecto debido a que la primera había dado a luz a su primera hija en el mismo mes y Herrera estaba enfocado en la actuación.
En entrevista con Billboard, Perroni confirmó que para el desarrollo y producción de la gira, a su vez, para llevar la imagen de la banda, los cinco actuales integrantes del grupo se unieron en una sociedad llamada Soul Production Inc de esta manera buscan intervenir, involucrarse y apropiarse de su carrera como banda.

### Anuncio
El 19 de diciembre de 2022 anunciaron que el 19 de enero de 2023 se haría un pronunciamiento. Fanáticos de ciudades como Los Ángeles, Nueva York, Chicago, São Paulo, Río de Janeiro y Ciudad de México se reunieron en lugares públicos donde un video de 3 minutos transmitido en una pantalla gigante anunció la gira. Se confirmaron 21 funciones en Estados Unidos, tres en México y dos en Brasil. El 20 de enero se agregó una fecha extra en la ciudad de Los Ángeles. El 25 de enero se agregaron seis fechas, incluyendo una en Ciudad de México y otra en el Madison Square Garden de Nueva York.
El 13 de febrero de 2023 se anunció una fecha en el Estadio Atanasio Girardot de Medellín, la cual se dio conocer frente a fanáticos reunidos en el sector de Provenza. Los días 16 y 20 de febrero se añadieron una segunda y tercera fecha, respectivamente. Una cuarta y última fecha para la ciudad fue anunciada el 25 de febrero.
El 11 de agosto de 2023 durante la gala semifinal de La casa de los famosos México la banda anunció que el cierre de la gira será en el Estadio Azteca de la Ciudad de México el 21 de diciembre de 2023, fecha en que se cumple el aniversario número 15 del último concierto del sexteto en el Tour del Adiós, gira con la cual se despedían de los escenarios como grupo. 
A través de redes sociales, se confirmó que el concierto del Estadio Azteca será grabado en vivo.
El 17 de agosto de 2023, lanzaron su nueva canción titulada "Cerquita de ti".

## Rendimiento comercial

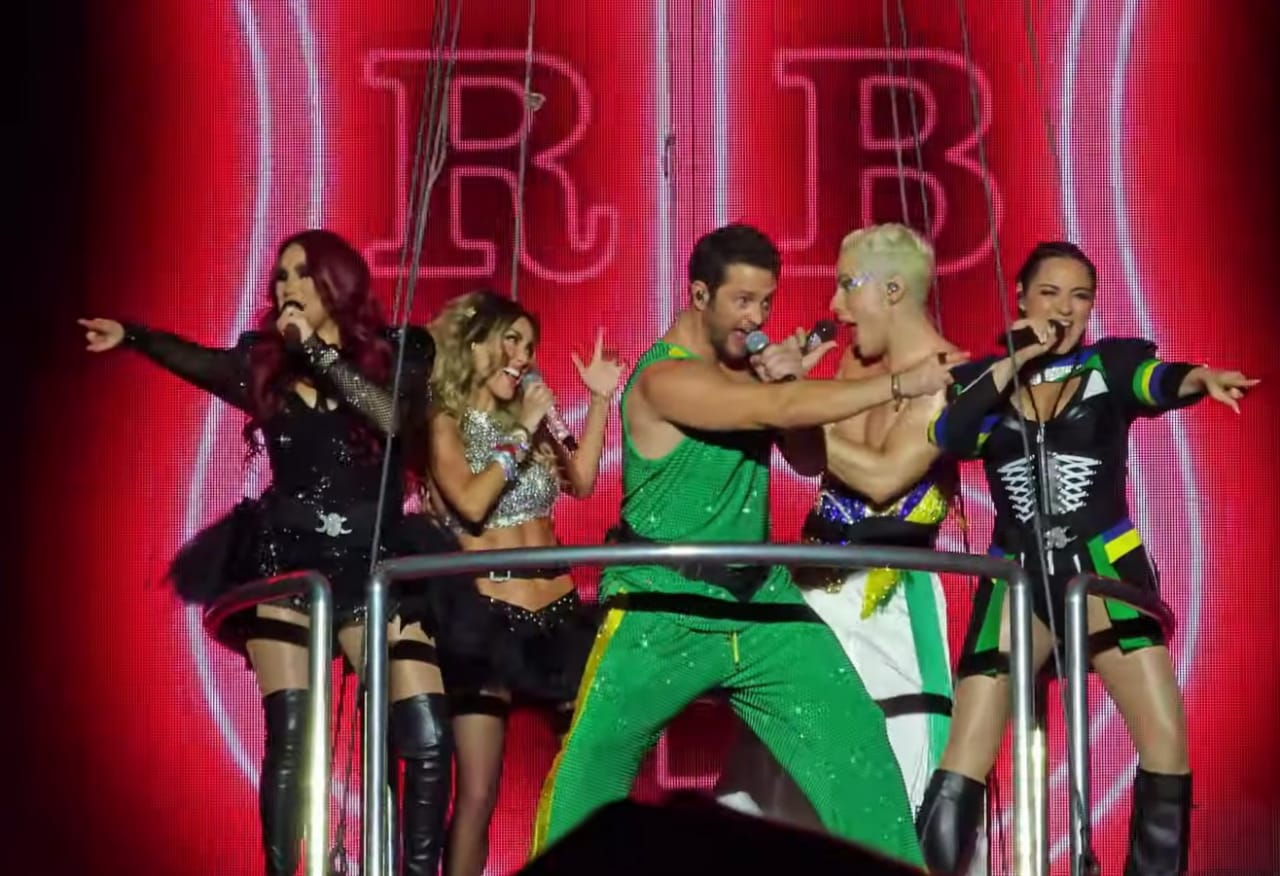
El grupo interpreta la canción "Tras de mí" en Río de Janeiro, Brasil.

La gira se convirtió inmediatamente en un éxito en ventas, llegando a anunciar el 20 de enero de 2023 una segunda fecha en Los Ángeles, mientras que fechas adicionales en Nueva York, Chicago, Glendale, Miami, Edinburg y San Diego fueron añadidas cinco días después. En algún momento, el grupo agendó en total cuatro fechas en el BMO Stadium de Los Ángeles. El 27 de enero se anunció una segunda fecha para Monterrey, y consecuentemente en Guadalajara se añadió una nueva fecha el 31 de enero. Monterrey contaría con una tercera fecha, la cual fue revelada el 23 de marzo.  A su vez, rompió récords de ventas y recaudación en la Ciudad de México, impuestos anteriormente por Bad Bunny con The World's Hottest Tour, y mediante seis recitales, la banda se convirtió en el primer acto de la historia en agotar la mayor cantidad de noches en el Foro Sol, superando a Daddy Yankee con La Última Vuelta World Tour y a la gira Enfiestados y Amanecidos de Grupo Firme.
En Brasil, los boletos disponibles de la preventa se agotaron en menos de seis minutos. La venta general de São Paulo obtuvo una demanda «imprecedente», en la que aproximadamente 600.000 personas intentaron adquirir entradas, dando apertura a una segunda y tercera fecha. El 27 de marzo se anunció un segundo recital para Río de Janeiro junto a tres nuevas fechas en São Paulo, con una cuarta en el Allianz Parque y dos adicionales en el Estadio Morumbi con el objetivo de nivelar la oferta y la demanda.
Para el concierto inicial en Medellín, se tenía prevista una preventa para el día 15 de febrero y una venta general dos días más tarde. Sin embargo, en la preventa se presentó una alta demanda, en la que más de 225.000 personas se unieron a la fila virtual intentando conseguir entradas, lo que ocasionó cambios en el itinerario de ventas, abriendo la venta general para el mismo día de la preventa en un horario vespertino. Además, se reportaron fallas en el sistema de la página de la boletera, eTicket Colombia, la cual colapsó en múltiples ocasiones y se disculpó con el público mediante un comunicado, asegurando estar intentando resolver los inconvenientes. Como resultado, se registraron elevaciones en los precios de vuelos de avión y hospedaje para las fechas de los conciertos en la capital antioqueña.

### Récords y logros
| Fechas (2023)                                  | País           | Recinto                        | Descripción                                                                              | Ref.   |
| ---------------------------------------------- | -------------- | ------------------------------ | ---------------------------------------------------------------------------------------- | ------ |
| 25 de agosto-22 de octubre                     | Estados Unidos | Estados Unidos                 | Gira más taquillera que un grupo ha dado en la historia del país.                        | [ 46 ] |
| 25 de agosto-22 de octubre                     | Estados Unidos | Estados Unidos                 | Gira más taquillera que un grupo ha dado en la historia del país.                        | [ 47 ] |
| 25 de agosto-22 de octubre                     | Estados Unidos | Estados Unidos                 | Décima gira más recaudadora de 2023.                                                     | [ 48 ] |
| 7 y 8 de septiembre                            | Estados Unidos | Guaranteed Rate Field          | Mayor número de conciertos continuos en una sola gira.                                   | [ 49 ] |
| 12 y 13 de septiembre                          | Estados Unidos | Desert Diamond Arena           | Mayor número de conciertos agotados en una sola gira por un acto de habla hispana.       | [ 50 ] |
| 18, 19, 20 y 22 de octubre                     | Estados Unidos | BMO Stadium                    | Mayor número de conciertos agotados en una sola gira.                                    | [ 35 ] |
| 23, 24, 26 y 27 de noviembre y 12 de diciembre | México         | Estadio Mobil Super            | Mayor número de conciertos agotados en una sola gira.                                    | [ 51 ] |
| 30 de noviembre, 1, 2, 3, 16 y 17 de diciembre | México         | Foro Sol                       | Mayor número de conciertos agotados en una sola gira.                                    | [ 52 ] |
| 3, 4, 5 y 6 de noviembre                       | Colombia       | Estadio Atanasio Girardot      | Mayor número de conciertos agotados en una sola gira.                                    | [ 53 ] |
| 3, 4, 5 y 6 de noviembre                       | Colombia       | Estadio Atanasio Girardot      | Gira de conciertos que agota más rápido sus entradas en la historia del país.            | [ 54 ] |
| 3, 4, 5 y 6 de noviembre                       | Colombia       | Estadio Atanasio Girardot      | Mayor cantidad de asistentes a un evento musical (incluyendo festivales)                 | [ 55 ] |
| 3, 4, 5 y 6 de noviembre                       | Colombia       | Estadio Atanasio Girardot      | Mayor cantidad de personas en fila virtual para la compra de entradas (675,000 personas) | [ 55 ] |
| 9 y 10 de noviembre                            | Brasil         | Estadio Olímpico Nilton Santos | Mayor número de conciertos agotados en una sola gira por un acto de habla hispana.       | [ 56 ] |
| 12 y 13 de noviembre                           | Brasil         | Estadio Morumbi                | Mayor número de conciertos agotados en una sola gira por un acto de habla hispana.       | [ 56 ] |
| 16, 17, 18 y 19 de noviembre                   | Brasil         | Allianz Parque                 | Mayor número de conciertos agotados en una sola gira por un acto de habla hispana.       | [ 56 ] |
| 16, 17, 18 y 19 de noviembre                   | Brasil         | Allianz Parque                 | Mayor número de conciertos continuos en una sola gira.                                   | [ 57 ] |

### Premios y nominaciones
| Ano  | Ceremonia                             | Categoría           | Resultado | Ref.          |
| ---- | ------------------------------------- | ------------------- | --------- | ------------- |
| 2023 | Billboard Music Awards                | Mejor Tour Latino   | Nominados | [ 58 ] [ 59 ] |
| 2024 | Pollstar Awards                       | Gira Latina del Año | Nominados | [ 60 ]        |
| 2024 | Premios Lo Nuestro                    | Tour del Año        | Nominados | [ 61 ]        |
| 2024 | Latin American Music Awards           | Tour del Año        | Ganadores | [ 62 ] [ 63 ] |
| 2024 | Premios MTV Miaw                      | Evento del Año      | Nominados | [ 64 ]        |
| 2024 | Premios Billboard de la Música Latina | Tour del Año        | Nominados | [ 65 ]        |

## Impacto

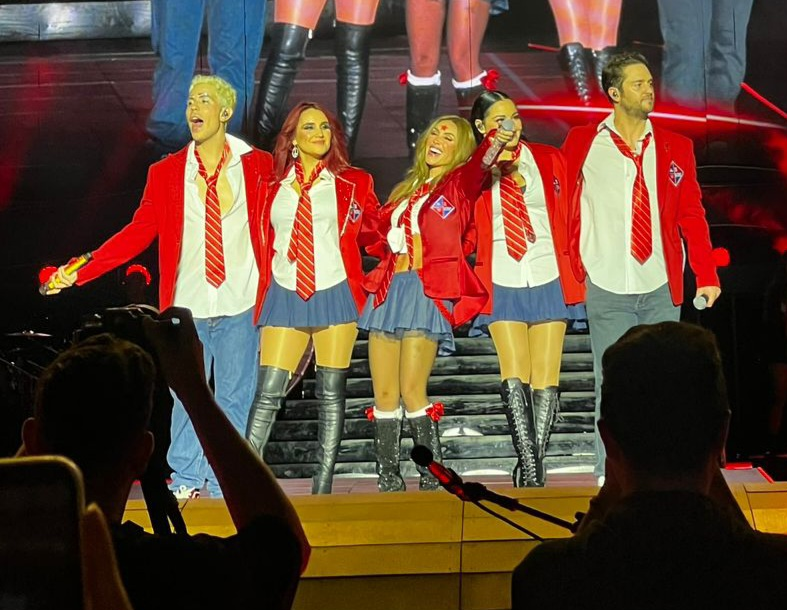
El grupo interpreta la canción "Rebelde" en Río de Janeiro, Brasil.

El 23 de enero de 2023, la revista musical Billboard publicó una lista de las canciones que deberían estar en el repertorio de la gira, en la cual, el sencillo «Sálvame» del 2005 fue colocado en el primer puesto. Publicaciones como The Happening de Forbes, La Lista de The Guardian y Terra también elaboraron listas similares, en las que recalcaron sus temas favoritos de la agrupación.
Un mes después, el tema «Siempre He Estado Aquí» fue lanzado oficialmente en plataformas musicales de streaming, contando ahora con las vocales de Dulce María, quien estuvo ausente durante la reunión virtual de 2020.
El alcalde de El Paso proclamó el día 25 de agosto como el RBD Day "gracias al impacto y legado de la banda y por escoger a la ciudad para dar inicio a la gira".
RBD recibe reconocimiento en Monterrey, México por obtener el título de artista con más shows agotados en el estadio de beisbol, sobrepasando grandes nombres de la música como Guns N' Roses, Justin Bieber y Daddy Yankee en dicho país. 
El "Soy Rebelde Tour" se convierte en la gira más taquillera de un grupo en la historia de Estados Unidos con 130.5 millones de dólares en 30 shows, superando al "Where We Are Tour" de la banda One Direction, según la fuente Touring Data.
Según la revista Pollstar la gira del reencuentro se corona hasta el momento como el Tour más recaudador en lo que va en el 2023 en la posición #1 de los "10 tours más recaudadores del año" compitiendo con artistas de talla internacional y artistas urbanos como Peso Pluma, Enrique Iglesias, SZA, Depeche Mode entre otros, un gran logro para una banda que llevaba 15 años inactivos, el 11 de diciembre de 2023 se reveló que fue la décima gira más recaudadora en Estados Unidos durante 2023, siendo el segundo acto latino más importante, compartiendo podio con artistas vigentes como Taylor Swift, Beyoncé y Karol G.

### Controversias
Durante el segundo show en Nueva York, dado en el Madison Square Garden, Christian Chávez interpretó la canción Tu amor vistiendo un traje típico mexicano de color rosa con tenis, lo cual generó críticas por parte de la comunidad en general, inclusive, la Federación Mexicana de la Charrería, quien le pidió usarlo de acuerdo a los colores y canónes que implica su utilización, por el significado y simbolismo que representa.
Otra de las controversias por parte de todos los fanes, es que en el repertorio incluyeron un "Medley Baladas" que son 4 canciones exitosas del grupo "Una Canción, Quizá, Adiós" y "A tu lado" y fueron interpretadas en todo Estados Unidos, sin embargo al ver la "poca" respuesta del público presente decidieron no interpertar dicho medley en el resto de países que faltan por hacer el tour, sin embargo para el cierre del último concierto en Colombia, la banda interpretó dicho medley causando furor en ese país entre los fanáticos.
Una vez más, durante su paso por Brasil se añadió dicho medley y en una entrevista a un medio de comunicación, RBD afirmó que dicho medley era un "regalo solo para los fans en Brasil", lo que causó un gran revuelo y furor en redes sociales, pues ya las habían interpretado antes y generaron opiniones divididas entre dichos fanáticos. 
Actualmente el grupo se encuentra ya en tierras mexicanas promocionando la etapa final de la gira del reencuentro, donde se dicen que habrán muchas sorpresas en dicho país para darle un "final y cierre de despedida digno" a la agrupación.

## Transmisiones y grabaciones

### Por siempre RBD
El 25 de diciembre de 2023 se lanza el especial Por siempre RBD producido por el servicio de streaming Vix, contiene imágenes de algunas de las presentaciones y conciertos realizados por la banda a través de Brasil, México, Colombia y Estados Unidos.

## Repertorio
Este repertorio representa las canciones interpretadas durante la primera noche de la gira. No representa el setlist oficial durante el desarrollo de la gira.
1. "Tras de Mí"
2. "Un Poco de Tu Amor"
3. "Cerquita de Ti"
4. "Aún Hay Algo"
5. "Otro Día Que Va"
6. "Así Soy Yo" / "Cuando El Amor Se Acaba" / "Fuego" (medley mujeres)
7. "Inalcanzable"
8. "Tenerte y Quererte" / "Me Voy" / "Dame" / "Y No Puedo Olvidarte" / "Para Olvidarte de Mí" (medley eras)
9. "Enséñame"
10. "Qué Hay Detrás"
11. "Quisiera Ser" / "I Wanna Be the Rain" (mashup)
12. "Celestial"
13. "Bésame Sin Miedo"
14. "Ser o Parecer"
15. "Futuro Ex-Novio" / "Qué Fue del Amor" (medley hombres)
16. "No Pares"
17. "Este Corazón"
18. "Siempre He Estado Aquí"
19. "Empezar Desde Cero"
20. "Una Canción" / "A Tu Lado" / "Quizá" / "Adiós" (medley baladas)
21. "Solo Quédate En Silencio"
22. "Sálvame"
23. "Nuestro Amor"
24. "Rebelde"

| Observaciones |
| --- |
| - Durante el show en El Paso, el grupo interpretó por primera vez "Cerquita de Ti", "Para Olvidarte de Mí" y "Adiós". - La actuación de la banda precede al tema "Empezar Desde Cero" que contiene elementos de "Era La Música", "Wanna Play" y "Cariño Mio". - La canción "Tu Amor" (en compañía de mariachis) reemplazó a "I Wanna Be the Rain" en shows en Nueva York (1 de septiembre), Chicago, Las Vegas, Miami (22 de septiembre), Arlington, San Francisco, Los Ángeles (18, 19 y 22 de octubre), Medellín (4, 5 y 4 de noviembre), Río de Janeiro (10 de noviembre), São Paulo (13, 17 y 18 de noviembre), Monterrey (24 de noviembre y 12 de diciembre) y Ciudad de México (30 de noviembre, 1, 2, 3, 16, 17 y 21 de diciembre). - Los temas "Una Canción", "A Tu Lado", "Quizá" y "Adiós" se interpretaron únicamente en El Paso, Houston, Nueva York, Fairfax, Greensboro, Atlanta, Edinburg y a partir de la última fecha del tour en Medellín, Colombia, con excepción de la primera noche en Monterrey. - El tema "Sálvame" no fue interpretado en el concierto del 18 de noviembre, ya que Anahí se encontraba enferma y por recomendación médica debió reposar y no presentarse. - En el último concierto en Monterrey, la banda interpretó el Medley Rebels, que durante la gira fue interpretado sólo por los coristas y músicos. |

## Fechas
| América del Norte        |                  |                |                                |                       |                |
| 25 de agosto de 2023     | El Paso          | Estados Unidos | Estadio Sun Bowl               | 34,185 / 34,185       | US$ 6,683,189  |
| 27 de agosto de 2023     | Houston          | Estados Unidos | Minute Maid Park               | 41,100 / 41,100       | US$ 9,991,784  |
| 31 de agosto de 2023     | Nueva York       | Estados Unidos | Madison Square Garden          | 27,882 / 27,882       | US$ 8,588,037  |
| 1 de septiembre de 2023  | Nueva York       | Estados Unidos | Madison Square Garden          | 27,882 / 27,882       | US$ 8,588,037  |
| 2 de septiembre de 2023  | Fairfax          | Estados Unidos | EagleBank Arena                | 7,984 / 7,984         | US$ 2,652,229  |
| 3 de septiembre de 2023  | Greensboro       | Estados Unidos | Greensboro Coliseum Complex    | 14,241 / 14,241       | US$ 3,634,079  |
| 7 de septiembre de 2023  | Chicago          | Estados Unidos | Guaranteed Rate Field          | 63,763 / 63,763       | US$ 13,177,722 |
| 8 de septiembre de 2023  | Chicago          | Estados Unidos | Guaranteed Rate Field          | 63,763 / 63,763       | US$ 13,177,722 |
| 10 de septiembre de 2023 | Denver           | Estados Unidos | Ball Arena                     | 13,136 / 13,136       | US$3,914,603   |
| 12 de septiembre de 2023 | Glendale         | Estados Unidos | Desert Diamond Arena           | 26,614 / 26,614       | US$ 6,501,532  |
| 13 de septiembre de 2023 | Glendale         | Estados Unidos | Desert Diamond Arena           | 26,614 / 26,614       | US$ 6,501,532  |
| 14 de septiembre de 2023 | Las Vegas        | Estados Unidos | MGM Grand Garden Arena         | 12,303 / 12,303       | US$3,424,124   |
| 21 de septiembre de 2023 | Miami            | Estados Unidos | Kaseya Center                  | 26,089 / 26,089       | US$ 7,528,910  |
| 22 de septiembre de 2023 | Miami            | Estados Unidos | Kaseya Center                  | 26,089 / 26,089       | US$ 7,528,910  |
| 23 de septiembre de 2023 | Orlando          | Estados Unidos | Amway Center                   | 12,907 / 12,907       | US$ 3,515,406  |
| 24 de septiembre de 2023 | Atlanta          | Estados Unidos | Lakewood Amphiteatre           | 18,758 / 18,758       | US$ 2,834,430  |
| 27 de septiembre de 2023 | Edinburg         | Estados Unidos | Bert Ogden Arena               | 16,741 / 16,741       | US$ 3,771,059  |
| 28 de septiembre de 2023 | Edinburg         | Estados Unidos | Bert Ogden Arena               | 16,741 / 16,741       | US$ 3,771,059  |
| 30 de septiembre de 2023 | Arlington        | Estados Unidos | Globe Life Field               | 38,075 / 38,075       | US$ 10,458,075 |
| 1 de octubre de 2023     | Austin           | Estados Unidos | Moody Center                   | 11,585 / 11,585       | US$ 3,522,708  |
| 6 de octubre de 2023     | San José         | Estados Unidos | SAP Center                     | 12,780 / 12,780       | US$ 3,389,854  |
| 7 de octubre de 2023     | Sacramento       | Estados Unidos | Golden 1 Center                | 13,156 / 13,156       | US$ 3,771,738  |
| 8 de octubre de 2023     | San Francisco    | Estados Unidos | Chase Center                   | 12,853 / 12,853       | US$ 3,923,187  |
| 13 de octubre de 2023    | San Diego        | Estados Unidos | Viejas Arena                   | 17,903 / 17,903       | US$ 4,793,208  |
| 14 de octubre de 2023    | San Diego        | Estados Unidos | Viejas Arena                   | 17,903 / 17,903       | US$ 4,793,208  |
| 15 de octubre de 2023    | Fresno           | Estados Unidos | Save Mart Center               | 11,663 / 11,663       | US$ 2,955,548  |
| 18 de octubre de 2023    | Los Ángeles      | Estados Unidos | BMO Stadium                    | 89,284 / 89,284       | US$ 21,470,082 |
| 19 de octubre de 2023    | Los Ángeles      | Estados Unidos | BMO Stadium                    | 89,284 / 89,284       | US$ 21,470,082 |
| 20 de octubre de 2023    | Los Ángeles      | Estados Unidos | BMO Stadium                    | 89,284 / 89,284       | US$ 21,470,082 |
| 22 de octubre de 2023    | Los Ángeles      | Estados Unidos | BMO Stadium                    | 89,284 / 89,284       | US$ 21,470,082 |
| América Latina           |                  |                |                                |                       |                |
| 3 de noviembre de 2023   | Medellín         | Colombia       | Estadio Atanasio Girardot      | 149,719 / 149,719     | US$17,237,833  |
| 4 de noviembre de 2023   | Medellín         | Colombia       | Estadio Atanasio Girardot      | 149,719 / 149,719     | US$17,237,833  |
| 5 de noviembre de 2023   | Medellín         | Colombia       | Estadio Atanasio Girardot      | 149,719 / 149,719     | US$17,237,833  |
| 6 de noviembre de 2023   | Medellín         | Colombia       | Estadio Atanasio Girardot      | 149,719 / 149,719     | US$17,237,833  |
| 9 de noviembre de 2023   | Río de Janeiro   | Brasil         | Estadio Olímpico Nilton Santos | 128,565 / 128,565     | US$10,836,518  |
| 10 de noviembre de 2023  | Río de Janeiro   | Brasil         | Estadio Olímpico Nilton Santos | 128,565 / 128,565     | US$10,836,518  |
| 12 de noviembre de 2023  | São Paulo        | Brasil         | Estadio Morumbi                | 135,157 / 135,157     | US$11,033,885  |
| 13 de noviembre de 2023  | São Paulo        | Brasil         | Estadio Morumbi                | 135,157 / 135,157     | US$11,033,885  |
| 16 de noviembre de 2023  | São Paulo        | Brasil         | Allianz Parque                 | 190,743 / 190,743     | US$17,392,027  |
| 17 de noviembre de 2023  | São Paulo        | Brasil         | Allianz Parque                 | 190,743 / 190,743     | US$17,392,027  |
| 18 de noviembre de 2023  | São Paulo        | Brasil         | Allianz Parque                 | 190,743 / 190,743     | US$17,392,027  |
| 19 de noviembre de 2023  | São Paulo        | Brasil         | Allianz Parque                 | 190,743 / 190,743     | US$17,392,027  |
| 23 de noviembre de 2023  | Monterrey        | México         | Estadio Mobil Super            | 58,034 / 58,034       | US$7,384,549   |
| 24 de noviembre de 2023  | Monterrey        | México         | Estadio Mobil Super            | 58,034 / 58,034       | US$7,384,549   |
| 26 de noviembre de 2023  | Guadalajara      | México         | Estadio Tres de Marzo          | 33,620 / 33,620       | US$4,602,151   |
| 27 de noviembre de 2023  | Guadalajara      | México         | Estadio Tres de Marzo          | 33,620 / 33,620       | US$4,602,151   |
| 30 de noviembre de 2023  | Ciudad de México | México         | Foro Sol                       | 347,923 / 347,923     | US$28,474,828  |
| 1 de diciembre de 2023   | Ciudad de México | México         | Foro Sol                       | 347,923 / 347,923     | US$28,474,828  |
| 2 de diciembre de 2023   | Ciudad de México | México         | Foro Sol                       | 347,923 / 347,923     | US$28,474,828  |
| 3 de diciembre de 2023   | Ciudad de México | México         | Foro Sol                       | 347,923 / 347,923     | US$28,474,828  |
| 12 de diciembre de 2023  | Monterrey        | México         | Estadio Mobil Super            | [ 80 ]                | [ 80 ]         |
| 16 de diciembre de 2023  | Ciudad de México | México         | Foro Sol                       | [ 81 ]                | [ 81 ]         |
| 17 de diciembre de 2023  | Ciudad de México | México         | Foro Sol                       | [ 81 ]                | [ 81 ]         |
| 21 de diciembre de 2023  | Ciudad de México | México         | Estadio Azteca                 | 45,489 / 45,489       | US$4,270,697   |
| Total                    | Total            | Total          | Total                          | 1,611,982 / 1,611,982 | US$231,733,992 |

## Créditos
Créditos adaptados de Billboard.
Dirección creativa
- Anahí – artista principal, productora ejecutiva
- Dulce María – artista principal, productora ejecutiva
- Maite Perroni – artista principal, productora ejecutiva
- Christian Chávez – artista principal, productor ejecutivo
- Christopher Uckermann – artista principal, productor ejecutivo

Dirección creativa y productores ejecutivos
- Guillermo Rosas – gerente, productor ejecutivo
- Marilyn Saidman - directora de gira
- Marciano Agabón - director de gira
- Kara Saun – consultora creativa
- 8&1 Creative – dirección de escena
- Blank Wall Creative – producción y diseño de espectáculos

Banda
- Giorgio Torelli – director y productor musical
- Alex Gómez Rodríguez – baterista
- Charly Rey – guitarra, guitarra acústica
- Iván Barrera – violinista, bajista, contrabajista
- Luis Emilio "Catire" Mauri Arreaza – percusión
- Marco Rojas – guitarrista
- Sandy Domínguez – coros
- Mariano – coros

Coreografía
- Jason Young – director creativo, coreógrafo
- Travis Shirley – director creativo, coreógrafo
- Memo Martínez – coreógrafo
- Paul Kirkland – coreógrafo
- Edson Juárez – coreógrafo

Bailarines
- Allie Laliberte
- Joavanie Santiago
- Jonah Almanzar
- Mariah Spears
- Phoebe Raye
- Simrin Player
- Terrance Barksdale Jr.
- Tommy Green

Servicios personales
- Gustavo Matta – costume designer
- Edwin Rodríguez – fotógrafo

Promoción de giras
- Live Nation

Mercadeo
- AT&T

Una creación de
- T6H Entertainment
- Souls Productions
- Creative Artists Agency (CAA)